# Omid Kokabee
Omid Kokabee (in persiano امید کوکبی‎; Gonbad-e Kavus, 1982) è un fisico iraniano. Si occupa di laser sperimentale presso l'Università del Texas ad Austin.
È stato arrestato in Iran dopo il ritorno dagli Stati Uniti per visitare la sua famiglia il 30 gennaio del 2011. Era inizialmente accusato di "raccolta di informazioni e collusione contro la sicurezza nazionale", ma più tardi, dopo essere stato assolto dalle accuse principali, è stato processato per "comunicazioni con un governo ostile (USA)" e guadagni illegali. Anche se ha ripetutamente negato tutte le accuse che gli sono state rivolte, è stato infine condannato a dieci anni di prigione.
Nel settembre del 2013 l'American Physical Society ha annunciato che Kokabee era il co-destinatario del Premio Andrej Sacharov 2014 (APS) per "il coraggio nel rifiutare di usare le sue conoscenze di fisica per lavorare su progetti che ha ritenuto dannosi per l'umanità, nonostante l'estrema pressione fisica e psicologica a cui era stato sottoposto".
Nel novembre 2013, Amnesty International in una dichiarazione pubblica ha definito Kokabee un prigioniero di coscienza, detenuto solo per il suo rifiuto di lavorare su progetti militari in Iran e in seguito a false accuse legate ai suoi legittimi legami accademici con le istituzioni accademiche al di fuori dell'Iran." In quella dichiarazione Amnesty ha chiesto il suo immediato e incondizionato rilascio.
Nell'ottobre 2014 l'American Association for the Advancement of Science (AAAS) ha assegnato a  Kokabee il premio Scientific Freedom and Responsibility Award per il suo comportamento  coraggioso e la volontà di sopportare la detenzione. È stato premiato perché non è venuto meno alle sue posizioni morali relative al fatto che l'esperienza scientifica non può essere utilizzata per scopi distruttivi. Inoltre è stato premiato "per i suoi sforzi tesi a  fornire  speranza  e insegnamento ai compagni di prigionia”.